# حمض الكلوروكبريتيك
حمض الكلوروكبريتيك هو المشتق الكلوري لحمض الكبريتيك، صيغته HSO3Cl، ويوجد في الشروط القياسية على شكل سائل عديم اللون إلى مصفر، ويطلق على أملاحه اسم كلوروكبريتات.

## التحضير
يحضر المركب من تفاعل حمض الكبريتيك مع خماسي كلوريد الفوسفور:
{\displaystyle \mathrm {H_{2}SO_{4}+PCl_{5}\ \rightarrow \ HSO_{3}Cl+POCl_{3}+HCl} }
يمكن أن تتم عملية التحضير بشكل تقني من تفاعل ثلاثي أكسيد الكبريت مع كلوريد الهيدروجين:
{\displaystyle \mathrm {SO_{3}+HCl\ \rightarrow \ HSO_{3}Cl} }
بوجود زيادة من ثلاثي أكسيد الكبريت يتفكك المركب وفق المعادلة:
{\displaystyle {\ce {2 ClSO3H + SO3 -> H2SO4 + S2O5Cl2}}}

## الخواص
يوجد المركب في الشروط القياسية على شكل سائل عديم اللون إلى أصفر فاتح، وهو ذو رائحة واخزة وشديد الاسترطاب.
يتفاعل المركب عند التماس مع الماء بتفاعل حلمهة إلى حمضي حمض الكبريتيك والهيدروكلوريك:
{\displaystyle \mathrm {HSO_{3}Cl+H_{2}O\ \rightarrow \ H_{2}SO_{4}+HCl} }

## الاستخدامات
يستخدم المركب من أجل تحضير مركبات الكبريتات العضوية، والمستخدمة في صناعة المنظفات:
{\displaystyle {\ce {ROH + ClSO3H -> ROSO3H + HCl}}}